# Паутина Шарлотты 2: Великое приключение Уилбура
«Паутина Шарлотты 2: Великое приключение Уилбура» (англ. Charlotte's Web 2: Wilbur's Great Adventure) — анимационный фильм производства США. Продолжение анимационного фильма «Паутина Шарлотты», выпущенного студией Ханна-Барбера в 1973 году, которая основана на детском романе Элвина Брукса Уайта «Паутина Шарлотты». Фильм вышел сразу на видео в США 18 марта 2003 года. Мультфильм был спродюсирован Paramount Pictures, Universal Animation Studios и Nickelodeon Animation Studio и распространялся Paramount Home Entertainment в Северной Америке и Universal Studios Home Entertainment за рубежом.

## Сюжет
Фильм открывается весной, через год после смерти Шарлотты. Три её дочери, Нелли, Аранея и Джой, сейчас находятся в подростковом возрасте, а Уилбур служит им компаньоном и наставником.
В это время Уилбур дружит с Кардиганом, новорожденным ягненком, на которого смотрят сверху вниз другие ягнята и младшие овцы его стада, потому что у него чёрная шерсть. Уилбур берет Кардигана под свое крыло и показывает ему ферму, образ жизни животных и опасности, которые нужно опасаться. Однако всего через несколько недель фермер Цукерман внезапно продает Кардигана другому фермеру, поэтому Уилбур вместе с Нелли, Аранеей, Джой и Темплтоном отправляется навестить Кардигана и убедиться, что он в безопасности; Темплтон требует, чтобы Уилбур нянчился с его детьми в обмен на руководство.
Однако по дороге в гости к Кардигану Уилбур проголодался, поэтому он получает немного ежевики, которая делает его фиолетовым. Затем он запутывается ногой в каких-то колючках, от которых Темплтон освобождает его (под обещание, что Уилбур будет нянчиться с крысятами ещё две недели). Немного коры с деревьев падает на голову Уилбура. Это делает его похожим на дикую свинью. Затем, когда грузовик чуть не сбил его, выяснилось, что ещё двое парней видели дикую свинью. Это затрудняет Уилбуру посещение Кардигана.
Тем временем злой лис по имени Фарли приходит и крадет курицу из сарая, и Уилбур подставляется для нападения после того, как пытается остановить его. Фарли возвращается, крадет Кардигана из сарая и собирается съесть его. Теперь Уилбур должен спасти своего друга, и делает это, поймав Фарли в «свиную паутину». Нелли, Аранея и Джой плетут слово «лиса» в паутине, и Ферн прибывает как раз вовремя, чтобы спасти Уилбура. Фарли, хотя и не показывался, скорее всего, утилизировался. Аранея и Джой решают остаться с Кардиганом, и фильм заканчивается тем, что Уилбуру приходится нянчиться с детьми Темплтона.

## Роли озвучивали
- Джулия Даффи — Шарлотта Каватика
- Дэвид Берон — Уилбур
- Чарльз Адлер — Темплтон
- Аманда Байнс — Нелли
- Энди Макэфи — Джой
- Мария Бэмфорд — Аранея / Баттон
- Харрисон Чад — Кардиган
- Роб Полсен — Фарли / мистер Арабл
- Деби Дерриберри — Фёрн Арабл
- Ларейн Ньюман — Гвен

## Приём
Фильм получил в целом неблагоприятные отзывы критиков. Роберт Парди из TV Guide отметил, что «это продолжение 20 лет спустя не отражает изюминку оригинального мультфильма, превращая любимых персонажей Уайта в милых помощников, достойных Барни. Концепции персонажей столь же бледны, как и „оригинальные“ мелодии». Брайан Вебстер из Apollo Guide дал фильму 59/100, заявив, что «Это своего рода скучное приключение, которое дети видели сотни раз раньше».
Ричард Роуэлл с сайта lifesuccessfully.com написал неоднозначную рецензию и пришёл к выводу, что «в целом, этот фильм никогда бы не стал очень успешным, если бы не был упакован с DVD-релизом оригинального фильма. Несмотря на то, что для поклонников оригинальной истории фильм кажется милым зрелищем, в нём присутствуют всевозможные сюжетные моменты, которые просто убивают меня. Ясно, что были приложены определённые усилия для развития персонажа, и мне действительно понравилось, что Аранея, Джой, и Нелли оживают. Они были для меня лучшей частью фильма. Но в целом фильм получился настолько банальным и шаблонным, что он просто не может сравниться с оригиналом. Впрочем, как бы то ни было, все в порядке. Но если вы не большой поклонник оригинальной истории, её не стоит смотреть».
Обозреватель Жюль Фабер из dvd.net точно так же назвал это «разочаровывающей экскурсией, которая объединяет старую школу с новой школой. В фильме присутствует множество персонажей, которые могут развлечь детей, но что касается взрослых, то это мало вероятно. Пучки красивых цветов и несколько красивых фонов являются здесь для меня единственной изюминкой, а также, несомненно, привлекут внимание детей на все 80 минут. Я видел лучшую анимацию, но я также видела намного, намного хуже примерно за те же деньги».
Аллисса Ли из Entertainment Weekly поставила фильму оценку C, написав: «Уилбур не только превратился в свинью, которая рыгает, но и поет об этом. О, хватит, свинья, хватит».